# Venerus
Andrea Venerus, noto semplicemente come Venerus (Milano, 4 dicembre 1992), è un cantautore, produttore discografico e polistrumentista italiano.

## Biografia
Venerus è originario del quartiere San Siro di Milano. A diciotto anni si trasferisce a Londra per studiare musica rimanendo nella città per cinque anni e venendo a contatto con diverse realtà musicali inglesi. Tornato in Italia, si trasferisce a Roma ed inizia a lavorare al suo progetto da solista.

### 2018-2021: esordio
Nel 2018 pubblica il suo primo EP, A che punto è la notte, e inizia con le prime collaborazioni, come quella con Gemitaiz e Franco126 nel singolo Senza di me, certificato doppio platino. Sempre nel 2018 escono i singoli Non ti conosco, Sindrome e Dreamliner, tutti prodotti dall'etichetta milanese Asian Fake.
Nel 2019 realizza il singolo Love Anthem No. 1, prodotto insieme a Mace, che viene certificato disco d'oro. A maggio pubblica il suo secondo EP Love Anthem e si esibisce al MI AMI Festival; durante lo stesso anno intraprende la sua prima tournée da headliner il VibeTour Summer Edition, e prende parte al Metamorfosi tour di Noemi.
Collabora inoltre con il rapper Ghali in qualità di coproduttore artistico (insieme a Mace) per il suo secondo album DNA del 2020, disco per il quale ha prodotto anche sei brani (tra cui il singolo Barcellona). Nel febbraio 2021 collabora alla realizzazione di numerose tracce dell'album OBE di Mace, che in seguito raggiunge il primo posto della Classifica FIMI Album.

### 2021-2022:Magica musica
Nel 2021 esce il suo album d'esordio Magica musica per le etichette Asian Fake e Sony Music. Il disco unisce sonorità pop ad alcune soul, elettroniche e rock, ottenendo ottime recensioni dai critici e al quale fa seguito una tournée a livello nazionale. Dal disco vengono estratti i singoli Canzone per un amico, Ogni pensiero vola, Appartamento (con Frah Quintale) e Brazil. Ad aprile si esibisce durante la trasmissione televisiva Propaganda Live con i brani Vedrai, vedrai di Luigi Tenco e Lucy, quest'ultimo contenuto in Magica musica.
A seguito del tour di Magica musica, il 17 dicembre 2021 viene pubblicato su doppio vinile l'album dal vivo Magica musica Tour 2021, contenente alcuni pezzi selezionati registrati durante i concerti estivi, tra cui i lunghi assoli strumentali suoi e della sua band, che nelle registrazioni in studio non erano stati proposti. Ad aprile 2022 ha annunciato le tappe della tournée Estasi degli angeli, da lui concepita come un'esperienza più che come un concerto, che lo ha portato in giro per l'Italia con la sua band fino a settembre dello stesso anno. Ad ottobre viene premiato con la Targa Musica da bere nel corso dell'omonima manifestazione. Successivamente annuncia Piano soltanto Europe, il suo primo tour europeo dove si è esibito da solista accompagnato da un pianoforte. La tournée ha toccato città come Berlino, Barcellona, Londra e Madrid nel corso degli ultimi mesi dell'anno. 
Collabora con Elisa, per la quale coproduce con Mace il brano Tienimi con te, uscito a novembre 2022 nell'album dal vivo Back to the Future Live - Part III.

### 2022-presente:Il segreto
Il 16 dicembre 2022 ha pubblicato il Resta qui, scritto e prodotto insieme a Filippo Cimatti. Esso ha anticipato l'uscita del secondo album Il segreto, distribuito il 9 giugno 2023. Rispetto a Magica musica, esso è stato registrato in presa diretta presso la sua casa-studio a Milano, senza l'utilizzo del metronomo e sovraincisioni. Intorno allo stesso periodo l'artista ha intrapreso il Tour segreto 2023.
Il 9 febbraio 2024 si esibisce come duettante con Loredana Bertè alla 74ª edizione del Festival di Sanremo, interpretando il brano Ragazzo mio di Luigi Tenco.

## Influenze musicali
Tra le sue influenze musicali più importanti Venerus ha citato i Pink Floyd e David Bowie.

## Discografia

### Album in studio
- 2021 – Magica musica
- 2023 – Il segreto

### Album dal vivo
- 2021 – Magica musica Tour 2021

### Colonne sonore
- 2024 – Race for Glory: Audi vs. Lancia

## Tournée
- 2019 – A che punto è il tour
- 2019 – Vibe tour
- 2019 – Club tour
- 2021 – Magica musica tour
- 2022 – Estasi degli angeli
- 2022 – Piano soltanto europeo
- 2023 – Tour segreto
- 2023 – '18-'23 Club tour
- 2024 – Estate 24 live
- 2024 – Vinyl Dreams (come DJ set)